# Curtara perusella
Curtara perusella är en insektsart som beskrevs av Delong 1979. Curtara perusella ingår i släktet Curtara och familjen dvärgstritar. Inga underarter finns listade i Catalogue of Life.